# Kamern
Kamern est une commune allemande de l'arrondissement de Stendal, Land de Saxe-Anhalt.

## Géographie
Kamern se situe dans le Land Schollene, une fin de moraine fortement boisée entre l'Elbe et la Havel.
La commune comprend les quartiers de Hohenkamern, Neukamern, Rehberg, Schönfeld et Wulkau.
| Sandau              |        | Havelberg |
| Hohenberg-Krusemark | Kamern |           |
| Arneburg            | Klietz | Schollene |

Kamern se trouve sur la Bundesstraße 107.

## Histoire
Kamern est mentionné pour la première fois en 1322.
Le 30 septembre 1928, la partie principale de Hohenkamern est réunie avec Kamern et la grande enclave de trois hectares à Wulkau. Avec la réforme municipale et l'exigence d'assurer une population minimale de 1000 dans les communautés unitaires, en janvier 2010, les communautés précédemment indépendantes de Schönfeld et Wulkau fusionnent avec Kamern.